# Edith Wilson (Sängerin)
Edith Wilson (* 2. September 1896 in Louisville (Kentucky) als Edith Goodall; † 30. März 1981 in Chicago) war eine US-amerikanische Blues-Sängerin und Schauspielerin. Sie war einer der frühen Stars des afroamerikanischen Musiktheaters.

## Leben und Wirken
Edith Wilson stammte aus einer afroamerikanischen Familie des Mittelstands; zu ihren Vorfahren gehörte der frühere Vizepräsident John C. Breckinridge. Sie begann ihre Karriere im Vaudeville mit Auftritten im Park-Theater von Louisville, wo sie mit der Bluessängerin Lena Wilson und deren Bruder, dem Pianisten Danny Wilson, auftrat, den sie bald darauf heiratete; die drei gastierten dann erfolgreich in Baltimore und tourten gemeinsam an der Ostküste der USA.
1921 wurde sie bekannt, als sie Mamie Smith in Perry Bradfords musikalischer Revue Put And Take ersetzte. Bradford arrangierte auch 1921 ihre ersten Platteneinspielungen für Columbia mit Johnny Dunns Jazz Hounds (Nervous Blues, Vampin' Liza Jane); zwischen 1921 und 1922 entstanden 17 Plattenseiten für OKeh Records. Anschließend tourte sie mit der Lew Leslie’s Plantation Revue (die zunächst im Lafayette Theater in Harlem konzertierte, später From Dover Street To Dixie), mit der sie 1923 auch in London gastierte. Nach ihrer Rückkehr nach New York trat sie mit Florence Mills in der Musikrevue Dixie To Broadway auf. Bis 1926 trat sie in verschiedenen Theatern und Cabarets (u. a. im Club Alabam) im Raum New York auf, bevor sie Vokalistin im Sam Wooding Orchestra wurde, mit dem sie in der Show Chocolate Kiddies mit Louis Armstrong und Fats Waller auftrat (The Thousand Pounds of Harmony), auf Tournee ging und bis 1929 in Westeuropa, der Türkei, Russland und Argentinien gastierte. Weitere Aufnahmen entstanden 1924725 für Columbia (How Come You Do Me Like You Do), 1929 für Brunswick und 1930 für Victor.
In den 1930er Jahren setzte sie ihre Gastspielreisen mit verschiedenen Musikrevuen fort und trat auch mit den Orchestern von Fess Williams, Cab Calloway, Jimmie Lunceford, Noble Sissle oder Lucky Millinder auf. Während des Zweiten Weltkriegs tourte sie häufig in Shows der USO zur Truppenunterhaltung und hatte kleinere Sprechrollen in Spielfilmen, wie in dem Humphrey Bogart/Lauren-Bacall-Klassiker To Have and Have Not (1944).

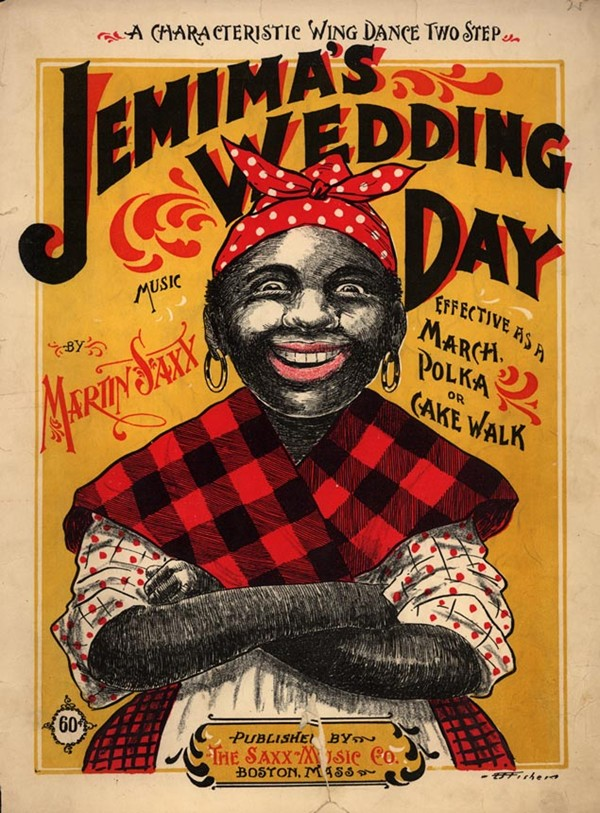
Cakewalk Sheet Music Cover mit dem Aunt Jemima Motiv von 1899.

Anfang der 1940er Jahre spielte sie in Amos N' Andy Radioshow mit und trat weiter in Musiktheatern auf. In den 1950er Jahren hatte sie Radioauftritte und tourte als Aunt Jemima in den Werbetourneen der Quaker Oats Company. Für die klischeehafte Darstellung einer Afroamerikanerin erntete sie auch Kritik. Wilson blieb bis 1963 im Showbusiness aktiv, bevor sie ihre Auftritte beendete und fortan für die Negro Actors Guild tätig war. In den 1970er Jahren war sie erneut im Musikgeschäft aktiv und ging mit Eubie Blake (1972), Little Brother Montgomery und Terry Waldo auf Tour. Mit Montgomery, dem Banjoisten Ikey Robinson sowie den Bläsern Franz und Preston Jackson nahm sie das Album He May Be Your Man but He Comes to See Me Sometimes für Delmark auf; 1974 entstand noch ein weiteres Album für das Label Wolverine und noch einzelne Stücke 1976. Ihren letzten Auftritt hatte sie 1980 auf dem Newport Jazz Festival. Sie starb Anfang März 1981 an einer intrazerebralen Blutung.

## Würdigung
Edith Wilson gehörte zu der Reihe weiblicher Sänger der 1920er Jahre, die auch Bluessongs in ihr Repertoire aufnahmen, das aber hauptsächlich aus Cabaret- und Show-Stücken bestand. Obwohl ihr die emotionale Tiefe von Künstlerinnen wie Bessie Smith, Ma Rainey und Ida Cox fehlte, war es ihr Verdienst, die klassische Blues-Songform einem weißen Publikum in den USA und in Europa nähergebracht zu haben.

## Diskografische Hinweise
- Johnny Dunn & Edith Wilson: Vol. 1 1921-1922 (Document)
- Lena Wilson & Edith Wilson: Complete Recorded Works in Chronological Order, Volume 2 (1924-31) (Document)